# آلتیما ثولی
آلتیما ثولی (انگلیسی: (486958) 2014 یا MU69)،(486958) 2014 MU69

تصاویر پنجگانه‌ای که سبب کشف آن شدند, دوربین با زاویهٔ دیدِ باز این نگاره در ۲۶ ژوئن ۱۹۷۶ از آلتیما ثولی گرفته شده‌است.

یکی از اجسام فرانپتونی است که در کمربند کویپر گرفتار آمده‌است. این جسم، احتمالاً یک سیارک دوتایی یا نزدیک به دوتایی است که با قطر ۳۰ کیلومتر (۲۰ مایل) تخمین زده شده‌است. با یک تناوب مداری ۲۹۵ ساله و انحراف مداری و خروج از مرکز مداریِ کم و بی‌حرکتی، آن را به عنوان یک نمونهٔ کلاسیک اجرام تشکیل‌دهندهٔ کمربند کویپر مانند کرده‌اند و مشکوک به داشتن تفاوت‌های قابل ملاحظه‌ای نیست.

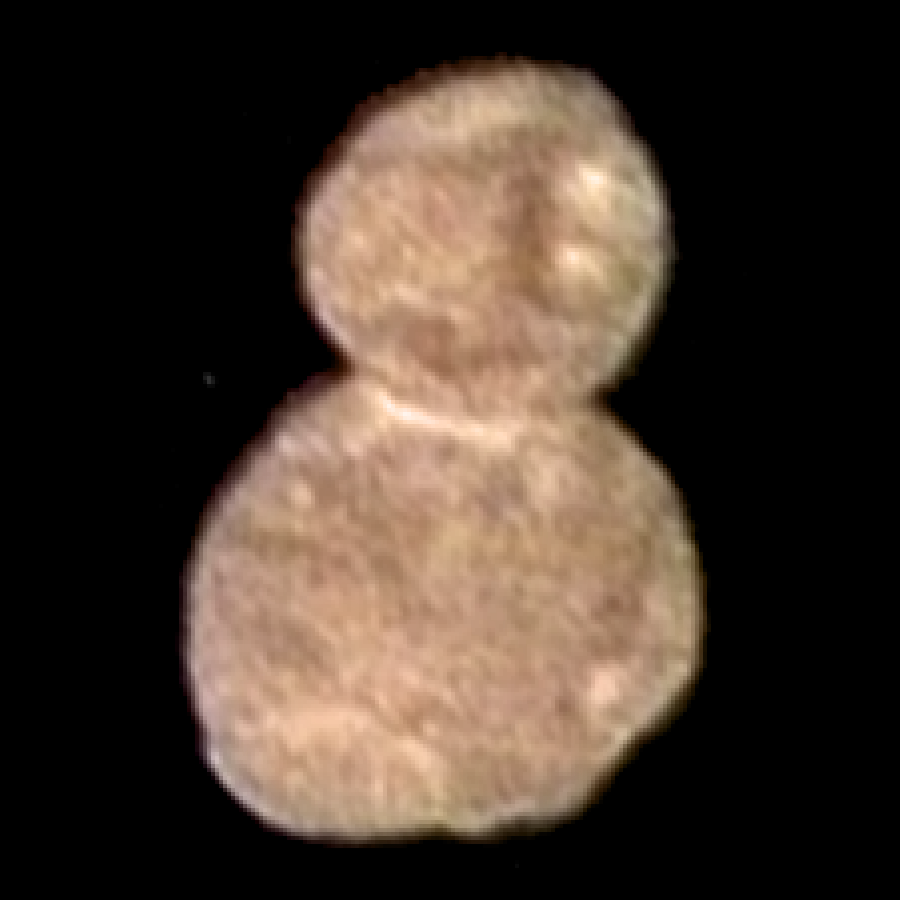
نخستین نگارهٔ رنگی از آلتیما ثولی (حاصل چند ترکیب)

## مشخصات
در سال ۲۰۱۴، آلتیما ثولی بر اساس روشنایی و فاصلهٔ آن دارای قطری ۳۰–۴۵ کیلومتر (۲۰–۳۰ مایل) برآورد شد. با مشاهدات سال ۲۰۱۷ این نتیجه گرفته شد که آلتیما ثولی بیش از ۳۰ کیلومتر (۲۰ مایل) قطر ندارد ولی بسیار بلندتر و احتمالاً یک دوتایی نزدیک یا در حال تماس است.
براساس مدل‌هایی که از پرواز کناری نیوهورایزنز با پلوتو به دست داده، پیش‌بینی شده که آلتیما ثولی فقط متوسط است و حداکثر ۲۵ تا ۵۰ دهانهٔ بزرگتر از حد قطع مؤثر ۲۰۰ متر (۶۶۰ فوت) است. بر خلاف سامانهٔ خورشیدی درونی، که در آن معمولاً دهانه‌های برخوردی در سرعت‌های بالای ۱۰ کیلومتر در ثانیه به وجود می‌آیند، انتظار می‌رود که بیشتر دهانه‌ها در آلتیما ثولی' در سرعت‌های بسیار پایین‌تر شکل گرفته‌باشند. مورفولوژی آن‌ها ممکن است با آنچه که در سیارک‌های قبلاً دیدار شده دیده می‌شود متفاوت باشد. اگر میزان دهانه‌سازی کم باشد، انتظار می‌رود که بیشتر سطح در آن‌جا صاف و دست نخورده باشد؛ احتمالاً نشانه‌هایی از قرص پیش‌سیاره‌ایِ ۴٫۶ میلیارد سال پیش داشته‌باشد. آلتیما ثولی دارای طیفی قرمز است (نشان مواد ارگانیک) و کوچکترین شی کمربند کویپر است که تاکنون رنگ آن شناسایی و اندازه‌گیری می‌شود.

## مسیر نیوهورایزنز - التیما

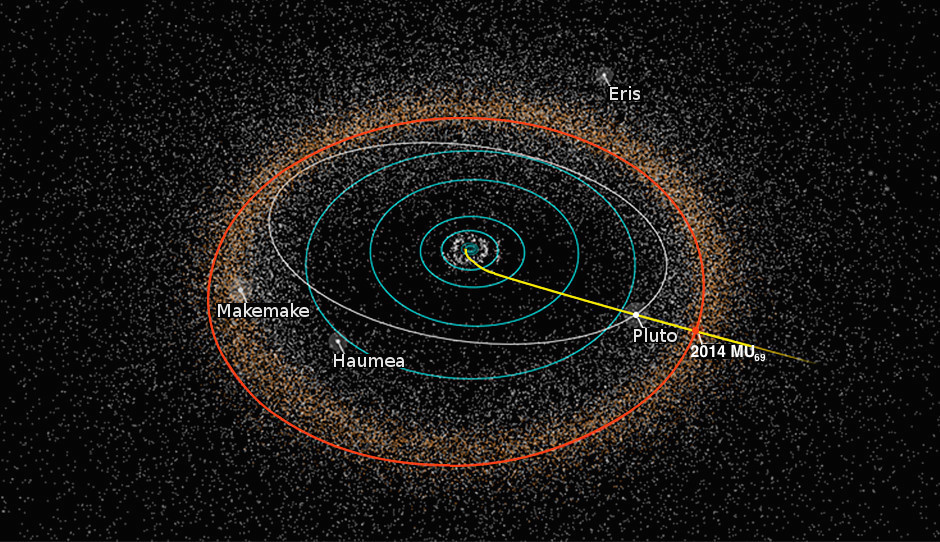
2014 MU69 مدار ام یو ۶۹